# Цефаклор
Цефаклор — антибіотик з групи цефалоспоринів ІІ покоління для перорального застосування. Цефаклор уперше синтезований американською компанією «Eli Lilly», та випускався нею під торговою назвою «Цеклор».

## Фармакологічні властивості
Цефаклор — антибіотик широкого спектра дії. Препарат належить до бактерицидних антибіотиків, дія якого полягає в порушенні синтезу клітинної стінки бактерій. До препарату чутливі наступні збудники: стафілококи, стрептококи, сальмонели, клебсієли, Haemophilus influenzae, Escherichia coli, Moraxella catarrhalis, Proteus mirabilis, шиґели, Citrobacter spp., нейсерії, Bacteroides spp., пептостептококи. Цефаклор неактивний щодо ентерококів, Pseudomonas spp., Enterobacter cloacae, Morganella morganii,Serratia spp., Acinetobacter spp., туберкульозної палички, лістерії.

### Фармакодинаміка
При прийомі всередину препарат швидко всмоктується, досягає максимальної концентрації в крові за 0,5—1 годину. Біодоступність цефаклору становить 95%. Препарат створює високі концентрації у більшості тканин та рідин організму. Цефаклор погано проходить через гематоенцефалічний бар'єр. Цефаклор проходить через плацентарний бар'єр та виділяється в грудне молоко. Препарат не метаболізується в організмі. Виводиться цефаклор з організму із сечею в незміненому вигляді. Період напіввиведення препарату становить 0,5-1 год., при порушенні функції нирок подовжується до 2,8 годин.

## Показання до застосування
Цефаклор застосовується при інфекціях, викликаними чутливими до препарату збудниками — інфекціях верхніх та нижніх дихальних шляхів (у тому числі пневмонії, синусити), неускладнених інфекціях сечових шляхів, інфекціях шкіри та м'яких тканин, інфекціях кісток та суглобів, гонореї, ендометриті.

## Побічна дія
При застосуванні цефаклору спостерігаються наступні побічні ефекти:
- Алергічні реакції — часто висипання на шкірі, свербіж шкіри, кропив'янка; дуже рідко бронхоспазм, набряк Квінке, синдром Стівенса-Джонсона, синдром Лаєлла, анафілактичний шок. За даними багаторічних досліджень, висипання спостерігалися у 12,3% дітей при застосуванні цефаклору, частіше за інші антибіотики при застосуванні цефаклору спостерігались також сироваткоподібні реакції.[4]
- З боку травної системи — нечасто діарея, нудота, блювання, біль в животі; рідко жовтяниця, холестаз, кандидоз ротової порожнини, псевдомембранозний коліт.
- З боку нервової системи — рідко головний біль, галюцинації, запаморочення, збудження, судоми, безсоння, сплутаність свідомості, парестезії.
- З боку сечостатевої системи — рідко інтерстиціальний нефрит, ніктурія, дизурія, вагініт; дуже рідко ниркова недостатність.
- Зміни в лабораторних аналізах — рідко еозинофілія, лейкопенія, нейтропенія, тромбоцитопенія; дуже рідко панцитопенія, агранулоцитоз, апластична анемія, гемолітична анемія, подовження протромбінового часу, гіпопротромбінемія[5], підвищення рівня креатиніну і сечовини, підвищення рівня білірубіну, підвищення рівня активності амінотрансфераз і лужної фосфатази.

## Протипокази
Цефаклор протипоказаний при підвищеній чутливості до β-лактамних антибіотиків (наприклад ампіцилін) З обережністю застосовують при годуванні грудьми, при вагітності, дітям до 1 місяця, нирковій недостатності, лейкопенії, геморрагічному синдромі.

## Форми випуску
Цефаклор випускається у вигляді желатинових капсул по 0,25 та 0,5 г, таблеток по 0,25, 0,5, 0,375 та 0,75 г та гранул для приготування 2,5 %, 3,75 % та 5 % суспензії для прийому всередину. Препарат випускався також у комбінації з бромгексином у желатинових капсулах по 0,25 г цефаклору та 0,008 г бромгексину. Станом на 2016 рік в Україні цей препарат не зареєстрований.